# Ore 10 lezione di sesso
Ore 10 lezione di sesso (Guess What We Learned in School Today?) è un film del 1970 diretto da John G. Avildsen.

## Trama
Una famiglia, che vive in una piccola cittadina conservatrice, pensa che l'educazione sessuale non sia una materia di studio da includere nell'educazione dei propri figli. Guidati dallo sceriffo tentano il boicottaggio etichettando la materia come "un complotto comunista".